# Mystic Places of Dawn
Mystic Places of Dawn debitantski je studijski album grčkog simfonijskog death metal-sastava Septic Flesh. Diskografska kuća Holy Records objavila ga je u travnju 1994. Godine 2002. album je ponovno objavljen s EP-om Temple of the Lost Race.

## Popis pjesama
Tekstovi: Sotiris. 
| 1.    | »Mystic Places of Dawn«                                           | Sotiris                               | 6:15 |
| 2.    | »Pale Beauty of the Past«                                         | Sotiris                               | 5:57 |
| 3.    | »Return to Carthage«                                              | Sotiris                               | 3:40 |
| 4.    | »Crescent Moon«                                                   | Sotiris, Spiros                       | 8:25 |
| 5.    | »Chasing the Chimera«                                             | Sotiris, Spiros                       | 4:50 |
| 6.    | »The Underwater Garden«                                           | Sotiris                               | 6:50 |
| 7.    | »Behind the Iron Mask«                                            | Sotiris, Spiros                       | 3:11 |
| 8.    | »(Morpheus) The Dreamlord«                                        | Sotiris, Spiros, Chris                | 6:58 |
| 9.    | »Mythos (Part I: Elegy / Part II: Time Unbounded)« (instrumental) | Sotiris (prvi dio), Chris (drugi dio) | 8:48 |
| 54:54 |                                                                   |                                       |      |

## Zasluge
Septic Flesh
- Spiros – vokali, bas-gitara
- Chris – gitara; klavijature (na drugom dijelu pjesme "Mythos")
- Sotiris – gitara, klavijature

Dodatni glazbenici
- Magus Wampyr Daoloth – dodatni vokali (na pjesmi "Return to Carthage"); produkcija, tonska obrada (svih pjesama osim "(Morpheus) The Dreamlord")
- Nick Adams – bubnjevi (na pjesmi "(Morpheus) The Dreamlord")

Ostalo osoblje
- Antonis Delaportas – produkcija, tonska obrada (pjesme "(Morpehus) The Dreamlord")
- Didier Chesneau – masteriranje
- Joel Vitu – masteriranje
- Tsiappas – fotografija